# Liste der Mitglieder der American Academy of Arts and Sciences/1870
Im Jahr 1870 wählte die American Academy of Arts and Sciences 12 Personen zu ihren Mitgliedern.

## Neugewählte Mitglieder
- Alexander Carl Heinrich Braun (1805–1877)
- Elbridge Jefferson Cutler (1831–1870)
- George Derby (1819–1874)
- Nathaniel Holmes (1815–1901)
- Wilhelm Freiherr von Kaulbach (1805–1874)
- Gustav Robert Kirchhoff (1824–1887)
- Christopher Columbus Langdell (1826–1906)
- Henry Charles Lea (1825–1909)
- Charles Merivale (1808–1893)
- Charles Callahan Perkins (1823–1886)
- Raphael Pumpelly (1837–1923)
- Edward James Young (1829–1906)